# Uslender Production
Uslender Production ist eine Schweizer Hip-Hop-Gruppe. Die Mitglieder der 2012 gegründeten Gruppe sind Baba Uslender, EffE und Ensy. Im Januar 2012 gewann die Gruppe den Kick-Ass-Award von Radio 3-fach. Ein Jahr später war die Gruppe bei der Hangar Group unter Vertrag. Uslender Production war das erste grosse Schweizer YouTube-Phänomen. Heute sind alle Mitglieder der Gruppe verheiratet und haben eine Familie.

## Mitglieder

### Granit «Baba Uslender» Dervishaj
Granit Dervishaj stammt aus dem luzernischen Hochdorf. Er hat schon mit 11 Jahren begonnen, Raptexte zu schreiben. Er arbeitet als Lagerist im Detailhandel und moderierte zusammen mit Gülsha Adilji die Balkan-Show auf dem Sender Joiz.

### Rafael «EffE» Graf
Rafael Graf, auch bekannt als EffE, KPTN Hook und Mr. Autotune, stammt aus dem Kanton Luzern und arbeitet als Postbote. Rafael Graf ist auch als Solokünstler aktiv.

## Musik
Die Gruppe spielt bewusst mit Stereotypen und gesellschaftlichen Vorstellungen über Migranten aus dem Balkan. Dies sowohl in den Texten als auch im Auftritt.

## Kulturelle Bedeutung
Ein Artikel der Fachhochschule Nordwestschweiz beschäftigt sich mit dem kreativen Potenzial und der künstlerischen Stellungnahme der zweiten Migranten-Generation in der Schweiz anhand des Beispiels. Dabei stützt er sich besonders auf Uslender Productions.

## Diskografie
Alben
- 2012: Schwarzi Schoof
- 2013: Zrug in Summer

Singles
- 2013: Würsch sie?